# Кайзер, Владимир Германович
Владимир Германович Кайзер (1878 — неизвестно) — российский фехтовальщик. Участник летних Олимпийских игр 1912 года.

## Биография
Владимир Кайзер родился в 1878 году.
По состоянию на 1 января 1909 года был штабс-капитаном, офицером для усиления Александровского комитета о раненых.
В 1912 году вошёл в состав сборной России на летних Олимпийских играх в Стокгольме. В личном турнире рапиристов в группе 1/8 финала занял последнее, 7-е место, потерпев пять поражений. В личном турнире шпажистов поделил в группе 1/8 финала последние 4-5-е места с Хансом Бергсландом из Норвегии при двух дисквалифицированных, потерпев четыре поражения. В командном турнире шпажистов сборная России, за которую также выступали Гавриил Бертрен, Дмитрий Княжевич, Владимир Сарнавский, Павел Гуворский, Александр Солдатенков и Лев Мартюшев, заняла в четвертьфинальной группе последнее, 3-е место, проиграв Великобритании — 4:11 и Бельгии — 2:9 и поделив итоговые 9-11-е места со сборными Норвегии и США.
Дата смерти неизвестна.